# Österreichische Buddhistische Religionsgesellschaft
Die Österreichische Buddhistische Religionsgesellschaft (ÖBR) ist als gesetzlich anerkannte Religionsgesellschaft die Vertretungskörperschaft für die in Österreich lebenden Buddhisten. Die ÖBR hat mehr als 3.000 Mitglieder. Präsident ist Gerhard Weißgrab.

## Geschichte
Der Buddhismus in Österreich geht bis um 1900 zurück; seit den 1920er Jahren ist er institutionell ansässig (Buddhistische Gesellschaft Wien, 1949 wiederbegründet). 1974 begannen langjährige Bemühungen um eine staatliche Anerkennung. 1977 wurde die Österreichische Buddhistische Union (ÖBU), als Zusammenschluss von kleinen privaten Kreisen, insbesondere aus Wien und Salzburg, gegründet. Die 1970er der Ära Kreisky waren geprägt von staatlichen Bedenken gegen das Sektenwesen, in das der Buddhismus etwa durch die Hare-Krishna-Bewegung hineingezogen wurde. Das Kultusamt forderte 1978 ein – heute verschollenes – „Religionsbekenntnis“ und eine „Andachtsordnung“, 1982 ein Statut für den Dachverband, und zuletzt eine eidesstattliche Absichtserklärung, im Fall einer Anerkennung der neuen Glaubensgemeinschaft beizutreten, von zumindest 1000 Personen. Nach neunjährigen Verzögerungen kam es dann zu einer Säumnisbeschwerde beim Verwaltungsgerichtshof.
Am 12. Februar 1983 wurde schlussendlich die Österreichische Buddhistische Religionsgesellschaft (ÖBR) gegründet und ihr der Status einer Körperschaft des öffentlichen Rechts zuerkannt, und damit der Buddhismus gesetzlich anerkannt.
Als einzige Vertretungsorganisation für den Buddhismus versteht sich diese Institution als „Sammlung aller sich zum Buddhismus bekennenden in Österreich lebenden In- und Ausländer“, und Plattform „der regionalen Repräsentanten und aller unterschiedlichen Wege und Traditionen der buddhistische Praxis“, sodass die ÖBR die Repräsentanz dieser Weltreligion in Österreich darstellt. Es gibt aber einige Gruppen, die keine Mitglieder bei der ÖBR sind.
Die ÖBR verzeichnet mehr als 3000 Personen als Mitglieder.
Bei der letzten Volkszählung, bei der die Religionszugehörigkeit noch erfasst wurde, 2001, bekannten sich 10.402 Menschen zum Buddhismus. Neuere Zahlen sind nicht genau bekannt, die ÖBR – die aufgrund des Verzichtes, eine Form von Kirchenbeitrag zu erheben, selbst keine exakten Zahlen hat – schätzte 2008 die Zahl der „dem Buddhismus ernsthaft Nahestehenden“ auf etwa 20.000 Menschen.
Obschon der Gutteil der beteiligten Gemeinschaften den tibetischen Vajrayana-Buddhismus vertritt, wird die Kooperation in öffentlichen Angelegenheiten als musterhaft beurteilt.
Von Aufspaltungstendenzen aufgrund der geopolitischen Lage oder Spannungen in den Herkunftsländern ist – wie beispielsweise auch der Islam in Österreich – die buddhistische Religionsgemeinschaft ebenso bedroht. Die im Kontext der Tibet-Frage hochpolitische Problematik doppelter Linienhalter hat dazu geführt, dass insbesondere die Karma-Kagyü-Schule des Karmapa mit mehreren Gemeinschaften vertreten ist. Die vom Dalai Lama aufgeworfene primär theologische Frage der Shugden-Verehrung innerhalb der Gelug-Schule (Ganden-Tradition) ist der Grund, dass das einzige buddhistische Kloster in Österreich, der Letzehof in Vorarlberg, dem Dachverband nicht angehört.
Im interreligiösen Dialog spielt der Verein eine durchaus angesehene Rolle. Eine staatskirchenrechtliche Sonderstellung nimmt der Buddhismus insofern ein, als er (2014) die einzige der 14 anerkannten Kirchen oder Religionsgesellschaften ist, die nicht zu den Offenbarungsreligionen (Christentum, Islam, Judentum) gehört, sondern eine Erkenntnisreligion ist, also den Gottesbegriff vermeidet. Europaweit beachtet wird die Organisation auch darum, weil sie die erste anerkannte und damit gesetzlich verfasste buddhistische Organisation Europas war (1998 folgte Portugal, 2000 Italien).

## Organisation

### Trägerschaft und Leitungsorgane
Getragen wird die ÖBR von ihren Mitgliedsgemeinschaften, darunter buddhistische Orden, Gruppen, Zentren und andere Einrichtungen.
Mitglied der ÖBR kann jede Person werden, die keiner anderen anerkannten Religionsgemeinschaft in Österreich angehört. Buddhist wird man offiziell durch die Mitteilung der Dreifachen Zufluchtnahme an die ÖBR.
Die Organe der Religionsgesellschaft sind:
- Sangharat: Die Vertreter dieser Mitgliedsgemeinschaften (Vertreter der buddhistischen Gemeinden, Orden, Dharmagruppen, Anstalten und Stiftungen, ca. 20) kommen mindestens viermal im Jahr im Sangharat, einem Zentralrat, zusammen, um anstehende Fragen zu besprechen und Entscheidungen zu beschließen. Er ist das größte entscheidungsbefugte Organ, hier hat jede Mitgliedsorganisation, sowie das Präsidium des ÖBG eine Stimme.
- Präsidium: Geführt wird die ÖBR von einem vierköpfigen Präsidium, das alle 5 Jahre von den Mitgliedern gewählt wird. Präsident seit 2006 ist der Wiener Gerhard Weißgrab.
- Gemeindeversammlung der Buddhistischen Gemeinden: Für die Betreuung der Mitglieder ist die Buddhistische Gemeinde Österreich zuständig. Die Gemeindeversammlung vertritt die regionalen Gemeinden, die alle Mitglieder der Religionsgesellschaft, die in der jeweiligen Region ihren ordentlichen Wohnsitz haben, umfasst. Auch deren Führungsgremium von drei Personen wird von den Mitgliedern gewählt. Die Mitgliederversammlung aller Buddhistischen Gemeinden (Vollversammlung) tritt bei Verfassungsänderungen und der Präsidiumswahl zusammen.
- Daneben gibt es ein Schiedsgericht, das als letzte Instanz bei Aberkennung von Rechten innerhalb der Gesellschaft angerufen werden kann.

Die ÖBR erhebt keine Kirchensteuer, sondern finanziert sich nach buddhistischer Tradition aus Spenden (Dāna).

### Liste der Mitgliedsgemeinschaften (Gruppen)
| Org. … Organisation (Sangha) Sitz … Gemeinde, Ortschaft/Stadtteil folgende Spalte … Bundesland E. … Art der Einrichtung - Gem … Buddhistische Gemeinde - Ord … Orden – religiöse buddhistische Gemeinschaften innerhalb einer authentischen Lehr- und Übungstradition - Dha … Dharmagruppe – religiöse buddhistische Gemeinschaften, die aufgrund der besonderen kulturellen Situation des europäischen Menschen entstanden sind - Sti … Stiftung – zweckgebundenes Vermögen - Ans … Anstalt – Stiftungen mit Sachvermögen für das Werk | Seit … Gründung (und Mitgliedschaft) T. … Buddhistische Tradition - TÜ … traditionsübergreifend - Th … Theravada-Buddhismus - Ma … Mahayana-Buddhismus - Va … Vajrayana-Buddhismus - Spalte Anmerkungen: sortierbar nach Herkunftsland und Tradition |

| Org.                                                  | Sitz                     |    | E.  | Seit                     | T.   | Anmerkungen, Stätten |
| ----------------------------------------------------- | ------------------------ | -- | --- | ------------------------ | ---- | --- |
| Buddhistische Gemeinde Österreich                     | Wien- Innere Stadt (1.)  | W  | Gem | 1983                     | (TÜ) | bisherige Gesamtgemeinde; Buddh. Zentrum Wien (1976), Buddh. Friedhof (2005) |
| Buddhistische Gemeinschaft Salzburg (BGS)             | Salzburg- Lehen          | S  |     | 1977                     | TÜ   | traditionsoffen und -übergreifend; Buddhist. Zentrum Salzburg Lehenerstraße (1998) |
| Buddhistisches Zentrum Scheibbs (BZS)                 | Scheibbs- Ginselberg     | NÖ | Ans | 1975                     | TÜ   | alle drei großen buddh. Traditionen |
| Buddhadham Tempel Graz                                | Graz- Lend (4.)          | St |     |                          | Th   | thailänd. Gemeinschaft; Buddharattana Pratheep Tempel |
| Theravada Schule                                      | Wien- Innere Stadt (1.)  | W  |     | 1984                     | Th   | am Buddh. Zentrum Wien; Buddh. Gesellschaft Wien (gegr. 1923, wiedergegr. 1949); Dhammazentrum Nyanaponika (Wien 14.), What Thai (Wien 5.), Theravada Gruppe am Buddh. Zentrum Salzburg, Theravadaschule Linz, Vipassana Meditationsgruppe am Buddh. Zentrum Graz             |
| Sayagyi U Ba Khin (SUBK, IMC-Österreich)              | Poggersdorf- St. Michael | K  |     | 1990                     | Th   | myanmar. Trad., Internationales Meditationszentrum der SUBK Meditationsgesellschaft (gegr. 1984); |
| Bodhidharma Zendo                                     | Wien- Innere Stadt (1.)  | W  |     | 1979                     | Ma   | Myoshin-Ji-Linie des japan. Rinzai Zen, am Buddh. Zentrum Wien |
| Dai Shin Zen-Zentrum Mishoan                          | Wien- Alsergrund (9.)    | W  |     | 2006                     | Ma   | Rinzai-Tradition des japan. Zen; Dai Shin Zen-Zentrum (2008) |
| Fo Guang Shan                                         | Wien- Rudolfsheim (15.)  | W  |     |                          | Ma   | chines.-taiwan. Fo-Guang-Shan-Orden; Fo-Guang-Shan-Tempel (err. 2010) |
| Friedens-Stupa-Institut                               | Wien- Leopoldstadt (2.)  | W  |     |                          | Ma   | für Theravada, Tibet. Buddh., Zen, Mahayana Praxis des Lotos Sutras; aus Südkorea und Österreich; Pyung Hwa Sa Friedensverein; Friedensstupa Zalaszanto/HU (2007) |
| Lotus Sangha                                          | Wien- Neubau (7.)        | W  |     | 2001                     | Ma   | Yun Hwa Dharma Sah, koreanischer Buddh.; Zentren Linz(-Altenberg), Wienerwald(-Dornbach) |
| Senkozan Sanghe Nembutsu Do                           | Lunz- Bodingbach         | NÖ | Dha | 1997                     | Ma   | japan. Tatsutayama-Senkobo (Senkobo-Buddh.); Senkozan Tempel Wien, Senkozan Sanghe Nembtsu Ji Tempel (Linz, 2008) ; Stadtdojo Wien (16.), Stadtdojo Linz, Dojo Wachau (Hollenburg)                                                                                            |
| Neue Welt Institut                                    | Neunkirchen              | NÖ |     | 1986                     | Ma   | Naikan-Zentrum, japan. Zen |
| Nipponzan Myohoji                                     | Wien- Leopoldstadt (2.)  | W  |     | 1983                     | Ma   | Nipponzan-Myōhōji-Orden, japan. Nichiren-Buddh.; Friedenspagode Wien (err. 1983), Tempel |
| Puregg – Haus der Stille                              | Dienten- Berg            | S  |     | 1989                     | Ma   | japan. Soto-Zen-Buddh.; Jakkoji-Tempel; Zen Gemeinschaft Kannon Do (Innsbruck), Zazen-Gruppe Bregenz |
| Österreich Soka Gakkai International (ÖSGI)           | Wien- Penzing (14.)      | W  | Ord | 1991 (Mitgl. 2001)       | Ma   | Laienorden des japan. Sōka Gakkai Nichiren-Buddh. |
| Pu Fa Meditationszentrum Linz                         | Linz- Kleinmünchen       | OÖ |     | 2009                     | Ma   | chines.-taiwan. Chungtai Chan-Buddh. |
| Shaolin KulturVerein                                  | Wien- Margareten (5.)    | W  |     | 2011                     | Ma   | chines. Shaolin Chan-Buddh.; Shaolin-Tempel |
| Drikung Kagyud Orden                                  | Wien- Innere Stadt (1.)  | W  | Ord | 2002                     | Va   | Drikung-Kagyü-Schule, tibet. Buddh.; Drikung Phuntsog Chöling (gegr. 1983) am Buddh. Zentrum Wien, Dharmagruppe Drikung Samten Chögar Wilhering/OÖ (2008) |
| Karma Kagyü Diamantweg                                | Graz- Andritz (12.)      | St | Ord | 1986                     | Va   | Diamantweg der Karma-Kagyü-Schule, tibet. Buddh.; BG Bludenz, BZ Bregenz(-Rieden), BG Dornbirn-Markt, BZ Graz, BZ Innsbruck(-Wilten), BZ Judenburg, BZ Linz mit Stupa Freinberg (erb. 2013), BG Mautern (a. d. D.), BZ Murau, BZ Salzburg, BG Steyr, BZ Villach, BZ Wien (2.) |
| Karma Kagyü Sangha                                    | Wien- Innere Stadt (1.)  | W  | Ord | 1981 (1997)              | Va   | Bodhi Path Netzwerk der Karma-Kagyü-Schule, tibet. Buddh.; Zentren: Karme Tschö Ling am Buddh. Zentrum Wien und Graz (1981); Bodhipath Bregenz (2005) und Innsbruck (2006) |
| Karma Samphel Ling                                    | Wien- Leopoldstadt (2.)  | W  |     | 2010                     | Va   | Karma-Kagyü-Schule, tibet. Buddh. |
| Ligmincha Österreich                                  | Wien- Wieden (4.)        | W  |     | 2012                     | Va   | Ligmincha Netzwerk, tibet. Bön-Buddh.; Gruppen Wien, Graz, Oberösterreich/Salzburg, Vorarlberg |
| Maitreya Institut Gutenstein                          | Gutenstein- Blättertal   | NÖ |     | 1989                     | Va   | Karma-Kagyü-Schule, tibet. Buddh. |
| Österreichische Dzogchengemeinschaft                  | Wien- Mariahilf (6.)     | W  |     | 1980 (Mitgl. 1997)       | Va   | Dzogchen-Gemeinschaft, Nyingma-Schule, tibet. Buddh.; Gruppen Oberösterr., Salzburg, Steiermark (Gersdorf-Gschmaier) mit Meditationszentrum Yeselling (2008) und Shang Shung Institut (2000), Tirol, Wien                                                                     |
| Palpung Yeshe Chökhor Ling Europe, Palpung Europe     | Purkersdorf              | NÖ |     | 1997                     | Va   | Palpung-Kongregation der Karma-Kagyü-Schule, tibet. Buddh.; Palpung Yeshe Chölings Zweigzentren in Österreich und Deutschland |
| Panchen Losang Chogyen Gelug-Zentrum (PLC-Wien, FPMT) | Wien- Alsergrund (9.)    | W  |     | 2003                     | Va   | Gelug-Tradition, tibet. Buddh.; Gesellschaft zur Erhaltung der Mahayana Tradition (FPMT) |
| Rangjung Yeshe Gomde                                  | Scharnstein- Bäckerberg  | OÖ |     | 2004                     | Va   | Chokling-Tersar-Linie, Dzogchen-Nyingma-Schule, tibet. Buddh. |
| Shambhala Meditationszentrum                          | Wien- Neubau (7.)        | W  |     | 1978                     | Va   | Shambhala-Buddh.; Gruppen in Graz, St. Pölten, Innsbruck |
| She Drup Ling Graz                                    | Graz- Gries (5.)         | St |     | 1995                     | Va   | Gelug-Tradition, tibet. Buddh.; Verein zur Förderung Buddhistischer Werte; Buddh. Zentrum Graz; Friedensstupa im Volksgarten (err. 1996–98), Kalachakra Kalapa Retreatzentrum mit Stupa (Garanas, 2002)                                                                       |
| Thekchen Dho-ngag Choeling (TDC)                      | Wien- Floridsdorf (21.)  | W  | Ord | 2005                     | Va   | Gelug-Tradition, tibet. Buddh.; TDC-Wien, TDC-Salzburg am Buddh. Zentrum Salzburg, TDC-Kärnten im Tibetzentrum (IIHTS, Hüttenberg-Knappenberg, 2008) |
| Kwan Um Zen-Schule                                    | Wien- Neubau (7.)        | W  | Ord | 1978/in Österreich: 1994 | Ma   | Zen in der Tradition von Zen-Meister Seung Sahn. Vereinsname: Koreanische Zen-Gemeinschaft |

Quellen: buddhismus-austria.at → Gruppen; ÖBG: Buddhismus in Österreich (2013); BKA: Religionsbericht (2014); Stand der Liste 6/2014

## Aktivitäten
Die gesetzliche Anerkennung bringt eine Reihe von Vorrechten für die Religionsgemeinschaft, wie etwa die Möglichkeit der Erteilung von konfessionellem Religionsunterricht an öffentlichen Schulen, Seelsorge in Justiz- und Krankenanstalten, erleichterte Visaerteilung für Mönche und Nonnen aus dem Ausland.
Die ÖBR ist zuständig für den buddhistischen Religionsunterricht, Vertretung bei interreligiösen Gremien und Veranstaltung von Kursen und Zeremonien sowie Betreiben des buddhistischen Friedhofes in Wien.
Der Religionsunterricht in Österreich begann im Schuljahr 1993/94. Er findet durchwegs schul- und schulstufenübergreifend nachmittags statt und ist ebenso für alle Strömungen des Buddhismus angelegt wie die ganze Religionsgesellschaft. Es nehmen mehr als 200 Schüler in insgesamt 19 Gruppen teil; diese verteilen sich auf sechs Bundesländer (es fehlen Niederösterreich, Burgenland und Vorarlberg). Die Aus- und Fortbildung der Religionslehrer fand meistens in Salzburg statt; in Hinkunft wird sie im Rahmen der Kirchlichen Pädagogischen Hochschule Wien/Krems stattfinden.
Der Verein Mobiles Hospiz der ÖBR ist in der Alterspflege und Sterbebegleitung, ungeachtet der religiösen Ausrichtung und Herkunft, tätig, zu Hause und auch in stationären Einrichtungen.
Außerdem publiziert die ÖBG das Magazin Buddhismus in Österreich sowie das ÖBR Jahrbuch und den regelmäßigen ÖBR Newsletter.

### Internationaler und interreligiöser Dialog
Die ÖBR ist Mitglied in der Europäischen Buddhistischen Union und der World Fellowship of Buddhists.

### Veranstaltungen

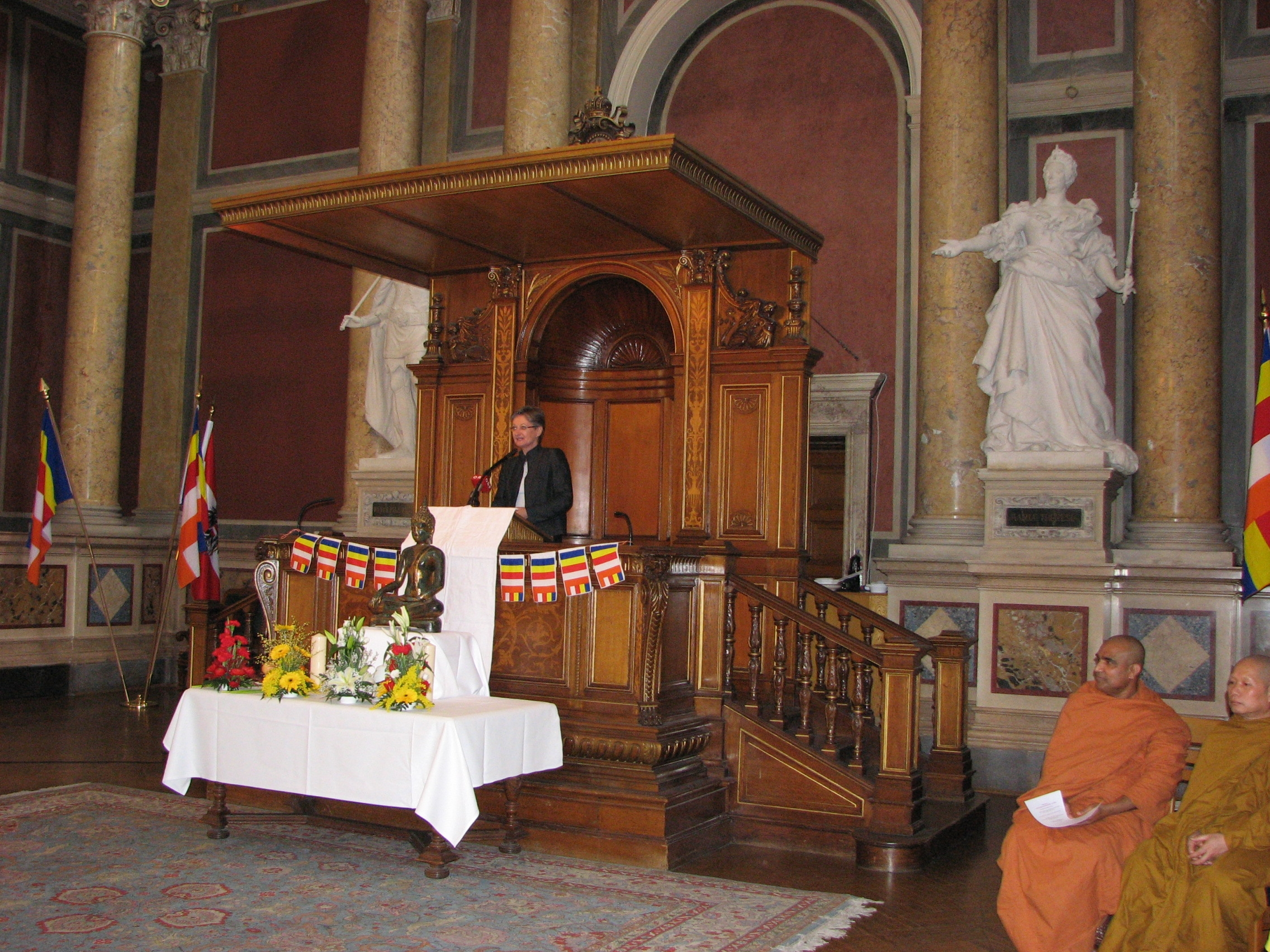
Festakt 25 Jahre ÖBR

Am 23. Februar 2008 feierten die österreichischen Buddhisten den 25. Jahrestag der Anerkennung in einem Festakt an der Universität Wien im Beisein der zuständigen Bundesministerin Claudia Schmied gemeinsam mit hochrangigen Vertretern anderer Religionsgemeinschaften.
Die Österreichische Buddhistische Religionsgesellschaft veranstaltete am 23. und 24. Oktober 2009 ein Herbstsymposium im Billrothhaus Wien. Das Thema der Tagung lautete Wege in ein neues Paradigma – Heilung von leidbringenden Entwicklungen.